# Plateau-Central
Plateau-Central is een van de dertien bestuurlijke regio's van Burkina Faso. De regio is central gelegen in het land en is na de aangrenzende regio Centre de kleinste regio van het land met ruim 8500 vierkante kilometer. Plateau-Central heeft een kleine 650.000 inwoners waarvan de meeste tot de Mossi behoren. Het grootste deel van de bevolking is moslim. De hoofdplaats van de regio is Ziniaré.
De regio Plateau-Central werd gecreëerd op 2 juli 2001. Ze grenst in het noordwesten aan de regio Nord, in het noorden aan Centre-Nord, in het westen aan Centre-Est, in het zuidwesten van het oosten aan Centre-Sud en in het zuidwesten aan Centre-Ouest en Centre.

## Provincies
Plateau-Central bestaat uit drie provincies:
- Ganzourgou
- Kourwéogo
- Oubritenga

Deze zijn op hun beurt verder onderverdeeld in zeventien departementen.
Boucle du Mouhoun · Cascades · Centre · Centre-Est · Centre-Nord · Centre-Ouest · Centre-Sud · Est · Hauts-Bassins · Nord · Plateau-Central · Sahel · Sud-Ouest